# Chromis cadenati
Chromis cadenati és una espècie de peix de la família dels pomacèntrids i de l'ordre dels perciformes.

## Morfologia
Els mascles poden assolir els 16,5 cm de longitud total.

## Distribució geogràfica
Es troba a les costes del Senegal, Guinea, Libèria i Ghana.